# Bolbocerosoma mexicanum
Bolbocerosoma mexicanum là một loài bọ cánh cứng trong họ Geotrupidae. Loài này được Howden miêu tả khoa học năm 2005.